# 南村 (香川県)
南村（みなみむら）は、香川県仲多度郡にあった村。

## 歴史
- 1890年2月15日 - 町村制施行に伴い、那珂郡田村（たむら）、柞原村（くばらむら）、山北村（やまきたむら）が合併し、南村となる。
- 1899年4月1日 - 那珂郡が多度郡と合併し、仲多度郡となる。
- 1951年4月1日 - 丸亀市に編入され消滅。

## 出身者
- 戸倉ハル - 教育者[2][3]